# Audiencia van Manilla
De audiencia van Manilla was het hoogste tribunaal in Spaans Oost-Indië dat de Filipijnen en enkele omliggende eilanden en eilandengroepen omvatte. De audiencia werd gevormd door een besluit van de Spaanse koning op 5 mei 1583. 
De president van de audiencia was de gouverneur-generaal van de Filipijnen. In het tribunaal zaten verder in ieder geval vier rechters ten behoeve van civiele en strafrechtszaken (de zogenaamde oidores), een advocaat namens de kroon (de fiscal), een baljuw (de alguacil mayor) en een luitenant van de Gran Chanciller (grootkanselier). Van deze audiencia kon men in hoger beroep gaan bij de Consejo de Indias waarvan het archief wordt bewaard in het Archivo General de Indias te Sevilla